# فاينل فانتسي تايب-0 إتش دي
فاينل فانتازي تايب زيرو إتش دي (باليابانية: ファイナルファンタジー零式HD، فاينارو فانتاجي ريشيكي إتش دي) هي لعبة تقمص الأدوار من إنتاج سكوير إنكس وهيكسادرايف، ونشرتها سكوير إنكس على بلاي ستيشن 4 وإكس بوكس ون، ولاحقا على مايكروسوفت ويندوز عن طريق ستيم. أصدرت في جميع أنحاء العالم في مارس 2015، في حين تم إصدار منفذ ستيم في أغسطس 2015. وهي إصدار محسن عالية الوضوح من لعبة بلاي ستيشن بورتابل والحصرية في اليابان فاينل فانتازي تايب زيرو، وهي مشتقة من سلسلة فاينل فانتاسي وجزء من سلسلة فابولا نوفا كريستاليس، وهي مجموعة ألعاب تتشارك معها في نفس القصص. وتركز القصة على الصف صفر، مجموعة من أربعة عشر طالبا من دولة روبروم يحاربون إمبراطورية ميليتيسي المجاورة التي شنت هجوما على دول أوريانس الكريستالية.
بعد إصدار تايب زيرو عام 2011 في اليابان فقط وأصدرت على PSP، بدأ التنمية لعبة تايب زيرو إتش دي في منتصف عام 2012 كجزء من خطوة لتعزيز الجيل المقبل من منصات الألعاب، ومنحت الفرصة لإجراء تغييرات متعددة لصقل الخبرة لللاعبين. باللإضافة للرسومات المحدثة ولوحة الألوان الموسعة، فاللعبة متطابقة إلى حد كبير مع إصدار PSP الأصلي، رغم أنه تم التخلي عن وظائف متعددة في اللعبة الأصلية، تم إدخال مستويات صعوبة إضافية. وصلت اللعبة مراتب عالية في قوائم المبيعات الدولية، وباعت أكثر من مليون نسخة في جميع أنحاء العالم حتى أكتوبر 2015. وتلقت الثناء على القصة ونظام المعارك، في حين تركزت الانتقادات على ترقية HD والتعريب.